# Sandra Sachse
Sandra Sachse (nacida Sandra Wagner, Eslohe, 9 de septiembre de 1969) es una deportista alemana que compitió en tiro con arco, en la modalidad de arco recurvo.
Participó en dos Juegos Olímpicos de Verano, obteniendo dos medallas en la prueba por equipo, plata en Atlanta 1996 y bronce en Sídney 2000, ambas haciendo equipo con Barbara Mensing y Cornelia Pfohl.
Ganó una medalla de bronce en el Campeonato Mundial de Tiro con Arco al Aire Libre de 1999, una medalla de oro en el Campeonato Mundial de Tiro con Arco en Sala de 1997, tres medallas en el Campeonato Europeo de Tiro con Arco al Aire Libre entre los años 1994 y 2000, y una medalla de bronce en el Campeonato Europeo de Tiro con Arco en Sala de 1998.

## Palmarés internacional
| Juegos Olímpicos                 | Juegos Olímpicos          | Juegos Olímpicos  | Juegos Olímpicos |
| Año                              | Lugar                     | Medalla           | Prueba           |
| -------------------------------- | ------------------------- | ----------------- | ---------------- |
| 1996                             | Atlanta (Estados Unidos)  | Medalla de plata  | Equipo           |
| 2000                             | Sídney (Australia)        | Medalla de bronce | Equipo           |
| Campeonato Mundial al Aire Libre |                           |                   |                  |
| Año                              | Lugar                     | Medalla           | Prueba           |
| 1999                             | Riom (Francia)            | Medalla de bronce | Equipo           |
| Campeonato Mundial en Sala       |                           |                   |                  |
| Año                              | Lugar                     | Medalla           | Prueba           |
| 1997                             | Estambul (Turquía)        | Medalla de oro    | Equipo           |
| Campeonato Europeo al Aire Libre |                           |                   |                  |
| Año                              | Lugar                     | Medalla           | Prueba           |
| 1994                             | Nymburk (República Checa) | Medalla de plata  | Equipo           |
| 1998                             | Boé/Agen (Francia)        | Medalla de oro    | Equipo           |
| 2000                             | Antalya (Turquía)         | Medalla de plata  | Equipo           |
| Campeonato Europeo en Sala       |                           |                   |                  |
| Año                              | Lugar                     | Medalla           | Prueba           |
| 1998                             | Oldenburgo (Alemania)     | Medalla de bronce | Equipo           |